# Eupithecia ochridata
Eupithecia ochridata is een vlinder uit de familie spanners (Geometridae). De wetenschappelijke naam is voor het eerst geldig gepubliceerd in 1968 door Schutze & Pinker.
De soort komt voor in Europa.